# Rathaus (Ortenberg, Hessen)

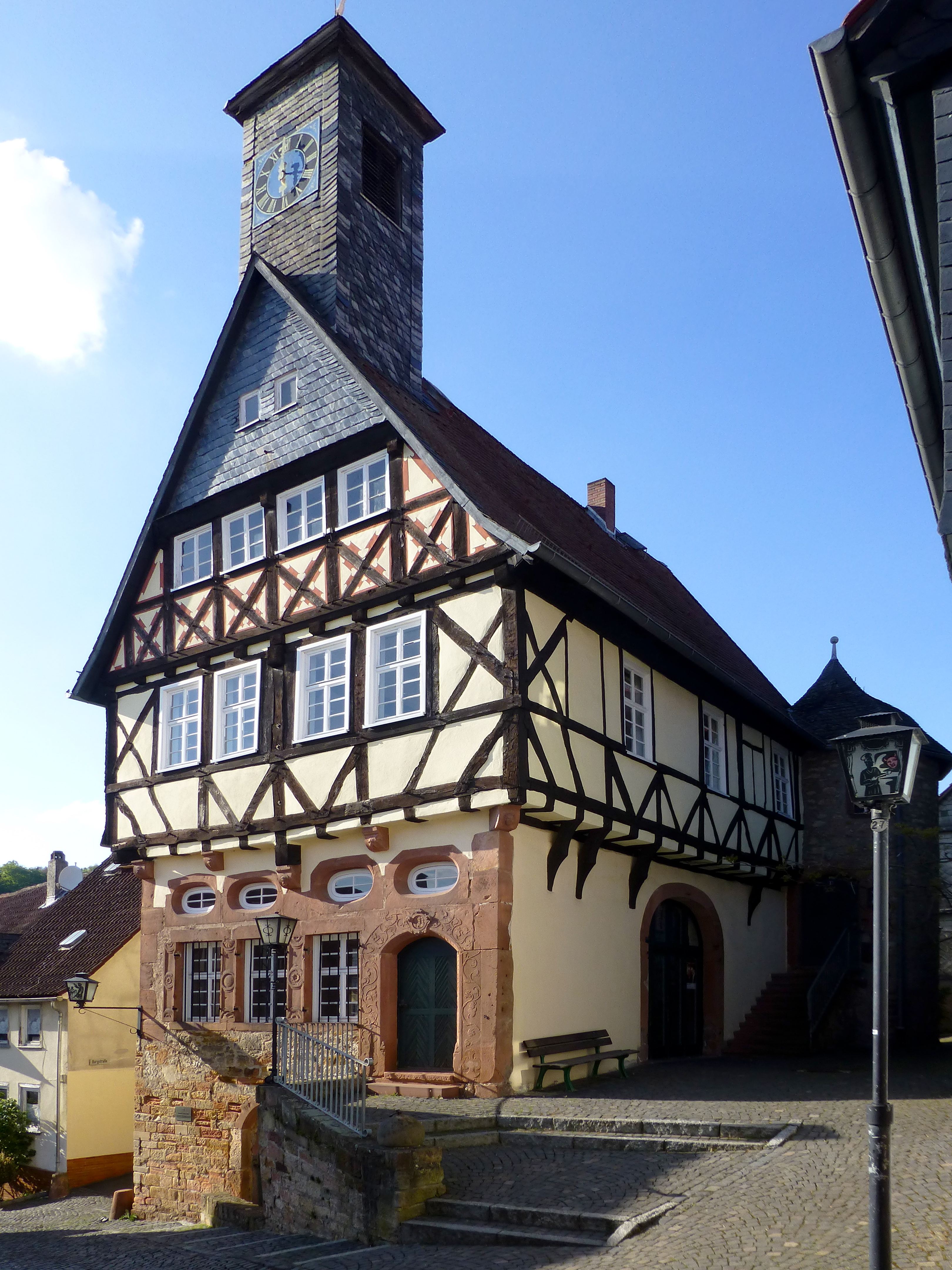
Rathaus in Ortenberg

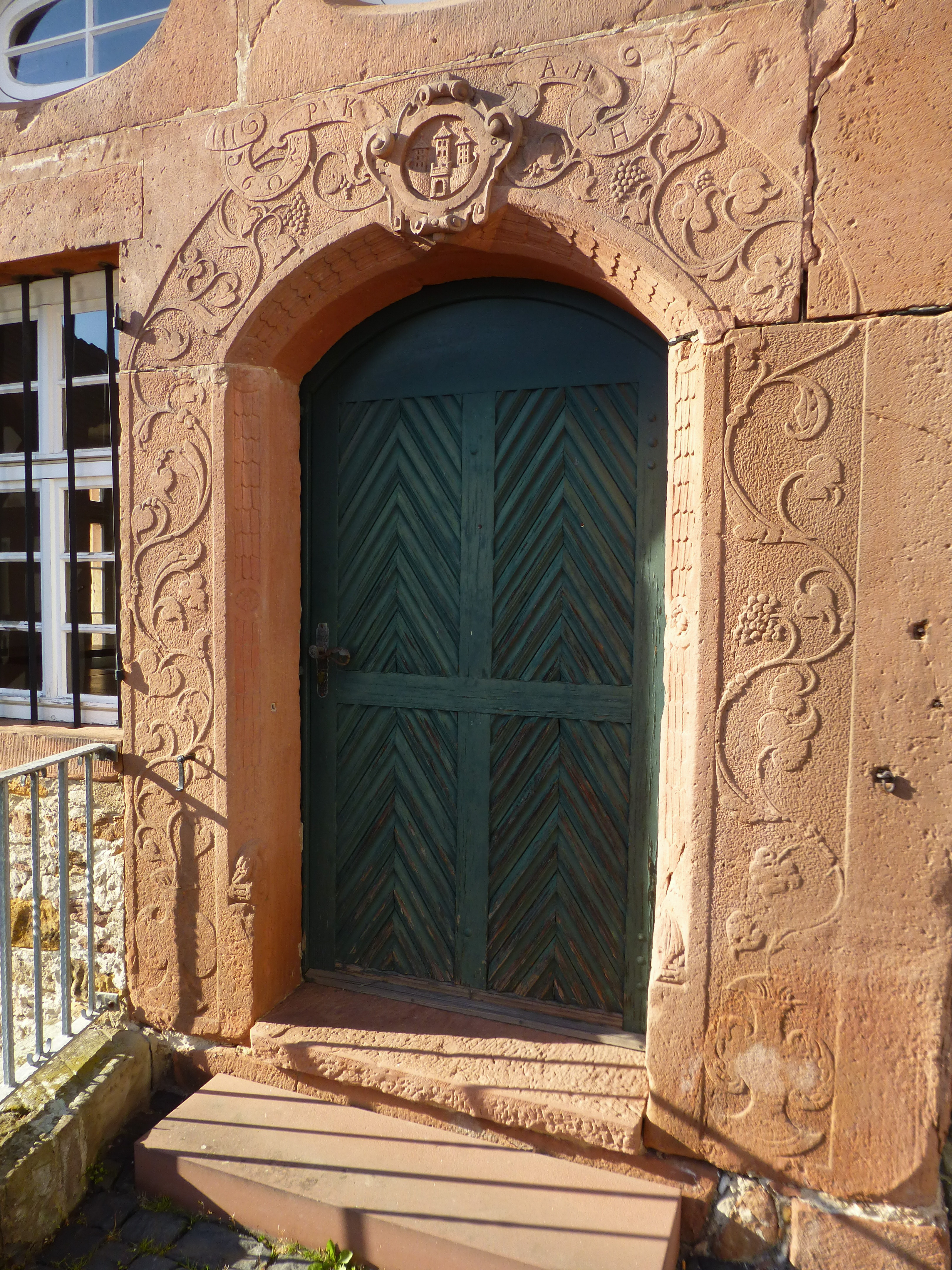
Eingang

Das Rathaus in Ortenberg, einer Stadt im Wetteraukreis in Hessen, wurde um 1500 errichtet. Das Fachwerkhaus an der Steingasse 1 ist ein geschütztes Baudenkmal.

## Beschreibung
Der Bau am Hang besitzt einen massiven Keller und ein massives Erdgeschoss auf dem ein Fachwerkobergeschoss und ein Dachgeschoss jeweils vorkragend aufsitzt. Der Keller mit Sandsteinpforte wurde vermutlich im 15. Jahrhundert errichtet. Der Oberstock stammt aus der Zeit um 1500. Auf dem hohen Giebel sitzt ein rechteckiger Dachreiter aus der ersten Hälfte des 19. Jahrhunderts. Das Portal mit Rankenumrahmung ist mit der Jahreszahl 1605 bezeichnet. Die Okuli darüber sind von 1782. Das Fachwerk weist lediglich Andreaskreuze als Schmuckformen auf.